# Osman Şahin
Osman Şahin (* 13. Januar 1998 in Arsin) ist ein türkischer Fußballspieler.

## Karriere
Şahin begann mit dem Vereinsfußball in der Nachwuchsabteilung von Erzurum Eğitimgücü SK und wechselte 2014 in den Nachwuchs von Büyükşehir Belediye Erzurumspor. 2015 holte ihn der Erstligist Çaykur Rizespor in seine Nachwuchsabteilung, gab ihn aber nach einem Jahr wieder an Erzurum BB ab. Hier erhielt Şahin im Januar 2018 einen Profivertrag. In der Zweitligapartie vom 22. Februar 2018 gegen Boluspor hatte er sein Profidebüt. Mit seinem Verein wurde er in der Zweitligasaison 2017/18 Play-off-Sieger der TFF 1. Lig und stieg mit ihm in die Süper Lig auf.
Für die Rückrunde der Saison 2018/19 wurde er an den Viertligisten Yeni Orduspor ausgeliehen.

## Erfolge
Mit Büyükşehir Belediye Erzurumspor
- Play-off-Sieger der TFF 1. Lig und Aufstieg in die Süper Lig: 2017/18